# Крочевије (Трапани)
Крочевије је насеље у Италији у округу Трапани, региону Сицилија.
Према процени из 2011. у насељу је живело 787 становника. Насеље се налази на надморској висини од 202 м.